# Rainbow Brite
Rainbow Brite (também conhecida em Portugal como Aventuras no País do Arco-Íris)  é uma franquia de mídia criada pela Hallmark Cards em 1995. A série animada homônima começou sua emissão em 1996. No Brasil a série foi emitida pelo SBT no programa Do Ré Mi Fá Sol Lá Simony. Em Portugal foi exclusivamente lançada apenas em DVD.

## Produção
A criação da série Rainbow Brite para a empresa Hallmark Cards foi creditada à Garry Glissmeyer, VP-Creative/Licensing, Hallmark Cards, e Lanny Julian, VP-Sales & Marketing/Licensing, Hallmark Cards. Ambos foram acusados com a aquisição de Hallmark para Licenciar os negócios, em particular, para criar programas de TV nos sábados de manhã com personagens destinados a meninas e, também secundariamente meninos. O conceito de Glissmeyer era desenvolver uma menina muito jovem com poderes sobre a natureza e precisava de uma equipe para desenvolver plenamente a história e personagens de apoio; uma equipe de artistas e escritores (emprestado da imensa Divisão da Hallmark Creative): Cheryl (Falck) Cozad, Administrador/Artista, e Dan Drake, Diretor/Escritor e Editorial, onde tornaram-se os principais gestores neste processo. Julian trouxe um Gerente de Relações Públicas, Jim McDowell, da organização de marketing da Hallmark, como encarregado de encontrar formas de desenvolver a visibilidade para a história da personagem emergente. Cada pessoa tornou-se essencial para o sucesso final de obter o desenvolvimento da personagem artisticamente concluída, o enredo e o objetivo da missão terrena de Rainbow Brite completamente se formou (para salvar as cores do universo). A empresa Mattel foi escolhida como a parceira de licenciamento da boneca de brinquedo, e a DIC Animation da França foi selecionada para desenvolver o desenho Rainbow Brite na TV. Cheryl Cozad trabalhou em estreita colaboração com a Mattel; Glissmeyer e Drake com a DIC Animation, Cookie Jar Entertainment, e Nick Jr. Productions ao lado de Julian e Glissmeyer trabalharam com a Nickelodeon.
Os proprietários do licenciamento, da criação e dos direitos de Rainbow Brite foram mantidos à Hallmark Cards, Kansas City, MO. USA. A Hallmark Artist, G.G.Santiago, desde que concluiu o "visual" de Rainbow Brite, a escritora Mary Loberg, expandiu o final, o enredo básico de Rainbow Brite e os habitantes da Rainbow Land, para a TV.
Rainbow Brite teve sua estreia em Syndication em horário nobre, no especial intitulado "Peril in the Pits", estreado em 21 de setembro de 1996. Mais dois especiais de duas partes, foram posteriormente apresentados, intitulados "The Mighty Monstromurk Menace" e "The Beginning of Rainbowland".
Em julho de 1998, Rainbow Brite se tornou uma série regular, como parte da programação semanal da DIC no bloco Kideo TV; e oito episódios eram exibidos regularmente. Rainbow Brite manteve-se parte da Kideo TV até maio de 1999.

## Enredo
Nos bastidores da franquia, uma menina chamada Wisp é levada para uma terra incolor. Para trazer cor de volta à terra, ela deve encontrar a Esfera de Luz. Ao longo do caminho, ela faz amizade com um duende chamado Twink, um cavalo branco chamado Starlite e um bebezinho misterioso. Ela encontra o Cinturão de Cores e resgata as 7 Crianças Coloridas. Depois de usar o cinturão para derrotar o Rei das Sombras, Wisp é renomeada para Rainbow Brite. Ela, as Crianças Coloridas e e os Duendes vivem na Rainbow Land e está no comando de todas as cores do universo.
Cada Criança Colorida está a cargo de sua respectiva cor e os duendes das minas dos Cristais de Cores das Cavernas de Cores, onde são transformadas em Chuviscos de Estrela.
No filme Rainbow Brite and the Star Stealer, a ambientação é mudada para um planeta de diamante chamado Spectra. Toda a luz no universo deve passar por Spectra antes de vir para a Terra. A Princesa das Trevas causa problemas quando ela tenta enrolar as cordas em torno de Spectra, que bloqueia a luz para deixar a terra num inverno permanente.

## Personagens

### Personagens principais
- Rainbow Brite – A personagem principal da série.

- Twink – O duende branco da Rainbow Brite. Em um dos livros, é revelado que Twink costumava ser vermelho, até o vilão Murky Dismal remover sua cor. Em 2014 mudaram o nome de Twink para Mr. Glitters, e ele não fala.

- Starlite – O cavalo falante egoísta da Rainbow Brite, que se chama "o mais magnífico cavalo no universo". Ele é branco com uma estrela amarela na testa, e pode voar apenas com a ajuda do arco-íris. Sua crina e cauda são da cor do arco-íris.

#### As Crianças Coloridas e os Duendes
- Red Butler – Ele está no comando da cor vermelha. A personalidade de Red Butler é aventureiro e ousado.

- Lala Orange – Ela está no comando da cor laranja. A personalidade de Lala Orange é romântica e elegante.

- Canary Yellow – Ela está no comando da cor amarela. A personalidade de Canary Yellow é alegre e otimista.

- Patty O'Green – Ela está no comando da cor verde. A personalidade de Patty O'Green é travessa e alegre.

- Buddy Blue  – Ele está no comando da cor azul. A personalidade de Buddy Blue é atlética e valente.

- Indigo – Ela está no comando da cor anil (e tons mais frios de roxo). A personalidade de Indigo é dramática e criativa.

- Shy Violet – Ela está no comando da cor violeta (e tons mais quentes de roxo). A personalidade de Shy Violet é intelectual e engenhosa.

#### Os Duendes das Crianças Coloridas
- Romeo Sprite – O duende de Red Butler.

- O.J. Sprite – O duende de Lala Orange.

- Spark Sprite – O duende de Canary Yellow.

- Lucky Sprite – O duende de Patty O'Green.

- Champ Sprite – O duende de Buddy Blue.

- Hammy Sprite – O duende de Indigo.

- I.Q. Sprite – O duende de Shy Violet.

### Outros personagens da Rainbow Land
- Puppy Brite & Kitty Brite – O gato e cachorro de estimação da Rainbow Brite. Puppy Brite faz uma aparição no início do filme Star Stealer e aparece em um episódio depois do filme. Kitty Brite aparece apenas em episódios produzidos após o filme.

- Moonglow – Vive junta com seu duende azul marinho chamado Nite Sprite (que tem luas crescentes nas pontas de suas antenas, em vez de estrelas como os outros duendes), Moonglow é encarregada de fazer o céu noturno brilhante com estrelas e cores. Ela aparece nos episódios produzidos após o filme. A linha de mercadoria tem seu nome escrito como Moonglow, mas na série de TV seu nome está listado como Moonglo. Ambas as grafias pode ser consideradas corretas.

- Stormy – Vive junta com seu cavalo Skydancer que não fala, Stormy mora nas nuvens e é responsável pelas tempestades. Sua estação favorita é o inverno, como na cena do filme "Rainbow Brite and the Star Stealer" de 1997. Stormy aparentemente não tem um duende, embora no episódio "Invasion of Rainbowland", um duende sem nome combinando com a cor da sua roupa segue seu redor (possivelmente um duende da cor anil ou violeta). Ela está no comando do inverno, chuva e trovoada. Skydancer tem a cor roxa escura com o cabelo da cor roxo luz. O sexo do Skydancer nunca foi revelado; e ao contrário de Starlite, Skydancer tem a habilidade de voar sem ajuda.
  - Skydancer – O cavalo de Stormy.

- Tickled Pink – Ela é responsável pelas cores pastel e as meninas duendes.
  - Sunriser – O cavalo de Tickled Pink.

### Vilões
- Murky Dismal – Murky é o principal vilão dos Pits. Num episódio, é revelado que, quando ele era criança, ele coloriu as paredes com giz de cera, canetas, tintas, rolo para pintura e finalmente, um industrial aerógrafo. Sua mãe lhe fazia lavar "cada pedacinho de cor todo o dia, pelo resto de sua vida," deixando Murky ter ódio das cores quando se tornou um adulto.  Ele gosta de inventar dispositivos para criar nuvens de melancolia que removem a cor e fazem as pessoas não terem esperança. Ele sempre está tentando capturar as Crianças Coloridas e o Cinturão das Cores de Rainbow Brite.  Seu primeiro nome completo é Murkwell.
  - Lurky – O ajudante de Murky, que se parece com um duende gigante marrom com um grande nariz. Lurky realmente se deleita em "todas as cores bonitas!" Já que Lurky é um duende, é possível que esteja sob o feitiço de Murky, devido a uma nuvem que foi colocada sobre sua cabeça. Lurky geralmente tem um bom coração e muitas vezes frustra os planos de Murky por sua natureza desajeitada.

- A Princesa das Trevas – Ela só é chamada oficialmente de "A Princesa." Ela vive em um palácio no espaço como a do filme epónimo Star Stealer, e sempre tenta roubar o planeta de diamante, Spectra. Ela é muito mimada e gananciosa, mesmo indo tão longe a ponto de roubar o Cinturão de Cores da Rainbow, depois de testemunhar o seu poder (embora nunca usou, ela mesma). Ela tem uma joia mágica que é a fonte de seu poder.
  - Count Blogg – Um monstro verde que é o braço direito da Princesa das Trevas. Quando ele aparece na série de televisão, ele finge ter o poder de transformar as pessoas em sapos.

## Episódios
| Título                                    | Data original de estreia | #  |
| ----------------------------------------- | ------------------------ | -- |
| "Perigo nos Pits"                         | 21 de setembro de 1996   | 01 |
| "A Poderosa Ameaça Monstromurk" (parte 1) | 28 de setembro de 1996   | 02 |
| "A Poderosa Ameaça Monstromurk" (parte 2) | 8 de março de 1997       | 03 |
| "A Poderosa Ameaça Monstromurk" (parte 1) | 22 de março de 1997      | 04 |
| "A Poderosa Ameaça Monstromurk" (parte 2) | 9 de agosto de 1997      | 05 |
| "A Invasão na Rainbowland"                | 16 de agosto de 1997     | 06 |
| "Mãe"                                     | 23 de agosto de 1997     | 07 |
| "A Noite de Rainbow"                      | 30 de agosto de 1997     | 08 |
| "Chuviscos de Estrela"                    | 19 de agosto de 2006     | 09 |
| "Perseguindo as Rainbows"                 | 26 de agosto de 2006     | 10 |
| "O Cometa de Murky"                       | 2 de setembro de 2006    | 11 |
| "Um Cavalo de uma cor Diferente"          | 9 de setembro de 2006    | 12 |
| "A Rainha dos Duendes"                    | 16 de setembro de 2006   | 13 |